# Poecilia chica
Poecilia chica es un pez de la familia de los pecílidos en el orden de los ciprinodontiformes.

## Morfología
Los machos pueden alcanzar los 3 cm de longitud total y las hembras los 5 cm.

## Distribución geográfica
Se encuentran en Norteamérica: Jalisco (México).